# Friedrich Fenz
Friedrich Josef Fenz (* 5. Dezember 1892 in Gasen, Steiermark; † 17. Februar 1943 in der Sowjetunion gefallen) war ein hochrangiger SA-Führer.

## Leben
Fenz nahm als Generalstabsoffizier der k.u.k. Armee am Ersten Weltkrieg teil, kämpfte 1919 in einem deutschen Freikorps im Baltikum und gehörte in den Jahren 1920 bis 1928 erst dem Oberschlesischen Selbstschutz, dann dem Steirischen Heimatschutz an.
Zum 1. Februar 1928 trat Fenz der Ortsgruppe Graz der NSDAP bei (Mitgliedsnummer 81.622). Bis Ende des Jahres 1933 war er Führer der SA-Gruppenbefehlsstelle Südmark in Österreich. Nach einer Verhaftung auf der jugoslawischen Seite der steirischen Grenze schob man ihn nach Deutschland ab, wo er von April 1934 an der SA-Organisation Hilfswerk Nordwest angehörte. 1936 zum SA-Brigadeführer befördert, wurde Fenz in Mannheim stellvertretender Führer und Stabsführer der SA-Gruppe Kurpfalz und stand auf der Liste des Führers für Reichstagswahl 1936, erlangte aber kein Mandat. Vom 1. Januar bis zum 31. Oktober 1937 war er Führer der SA-Gruppe Kurpfalz und stand, nachdem er mit der Beförderung zum Gruppenführer den zweithöchsten SA-Rang erlangt hatte, für die Reichstagswahl 1938 auf der Liste des Führers zur Wahl des Großdeutschen Reichstages am 10. April 1938; abermals erhielt er kein Reichstagsmandat. Am 1. Januar 1939 kehrte Fenz nach Graz zurück und trat bei Beginn des Zweiten Weltkriegs im Rang eines Hauptmanns seinen Kriegsdienst an. Ab dem 1. September 1941 war er Hauptkommissar (nicht im Sinne eines Polizeidienstgrads, sondern als Verwaltungsbeamter) des Hauptgebiets Baranowitschi und wurde zum Sonderstab Rosenberg berufen.
Am 17. Februar 1943 wurde Fenz in den Pripjet-Sümpfen (Ukraine) bei einem Partisanenüberfall tödlich getroffen.